# Ільчинська сільська рада
І́льчинська сільська рада (рос. Ильчинский сельский совет) — муніципальне утворення у складі Учалинського району Башкортостану, Росія. Адміністративний центр — село Ільчино.

## Населення
Населення — 1638 осіб (2019, 1706 в 2010, 1813 в 2002).

## Склад
До складу поселення входять такі населені пункти:
| Населений пункт | Населення, осіб (2002) | Населення, осіб (2010) |
| --------------- | ---------------------- | ---------------------- |
| Ільчино, село   | 1203                   | 1143                   |
| Рисаєво, село   | 610                    | 563                    |